# Massacre de Holit
Le massacre de Holit se déroule le 7 octobre 2023, au début de l'invasion d'Israël par des terroristes du Hamas, dans le cadre de l'attaque du Hamas contre Israël. Ceux-ci, après avoir pénétré en Israël à partir de la   bande de Gaza, perpètrent un massacre dans le kibboutz de Holit (en) en Israël. Le bilan provisoire est de treize personnes tuées.

## Contexte
Le kibboutz de Holit est situé dans le conseil régional d'Eshkol, au nord-ouest du désert du Néguev, à proximité de la barrière de séparation entre Israël et Gaza. La communauté est transférée du Sinaï au désert du Néguev en 1982 dans le cadre du traité de paix israélo-égyptien. Avant l'attaque le kibboutz compte 82 membres.

## Attaque
Les terroristes du Hamas envahissent le kibboutz le 7 octobre 2023 vers huit heures du matin, selon les résidents. Les terroristes du Hamas passent de maison en maison, tuant au moins onze civils et en blessant beaucoup d'autres.
Le 11 octobre, quelques jours après l'attaque, le Hamas publie une vidéo montrant Avital Aladjem, membre du kibboutz, libérée à la frontière de Gaza avec les enfants de son voisin. Les forces de défense israéliennes qualifient cette vidéo de propagande, affirmant qu'elle date du jour de l'attaque.